# Rhadinosuchus
Rhadinosuchus, é um gênero conhecido apenas por exemplar do Rhadinosuchus gracilis. Está depositado em Munique na Alemanha. Existe um crânio incompleto e fragmentos de  material pós-craniano Hosffstetter (1955), Kuhn (1966), Reig (1970) e Bonaparte (1971) levantaram a hipótese de ser um sinônimo de um Cerritosaurus, mas outras características estão mais próximas de Chanaresuchus, Gualosuchus, Rhadinosuchus, ao mesmo tempo que diferenciam de Proterochampsa e de Barberenachampsa. O tamanho pequeno indica ser um animal jovem, isso tem tornado difícil sua definição.
Foi coletado na Sanga 6, na cidade de Santa Maria, Brasil. Foi encontrado na Formação Santa Maria, por Friedrich von Huene, em 1938. Viveu no Período Triássico.